# Muonio (fiume)
Il fiume Muonio (in svedese Muonio älv, in finlandese Muonionjoki) è il fiume che traccia il confine di Stato tra Finlandia e Svezia nella parte settentrionale della Lapponia.
Il Muonio affluisce nel fiume Torne che prosegue lungo il confine tra i due Paesi nordici fino a sfociare nel Golfo di Botnia.